# Attitude (revista)
Attitude (estilizada como attitude) é uma revista mensal destinada à comunidade LGBT com ênfase em estilo de vida. Situada em Londres, na Inglaterra, pertence à editora Stream Publishing Limited e teve sua primeira edição publicada em 1 de março de 1994. Referida como a publicação mais comercializada do gênero na Europa, estima-se que sua circulação alcance às 10 mil unidades conforme levantado pela Audit Bureau of Circulations (ABC). Na edição de junho de 2016, a publicação trouxe em sua capa o Príncipe William, Duque de Cambridge, primeiro membro da família real britânica a estampar uma revista destinada ao público gay.